# Bernd Uhl
Bernd Joachim Uhl (ur. 23 listopada 1946 w Karlsruhe, zm. 22 stycznia 2023 we Fryburgu Bryzgowijskim) – niemiecki duchowny rzymskokatolicki, biskup pomocniczy Fryburga w latach 2001–2018.

## Życiorys
Święcenia kapłańskie otrzymał 19 maja 1974. Po kilkuletnim stażu duszpasterskim w Heidelbergu rozpoczął pracę w kurii archidiecezji fryburskiej. W 1982 został szefem departamentu Caritas, zaś w 1987 został kanonikiem kapituły katedralnej. W 1999 został dyrektorem diecezjalnego oddziału Caritas.
29 marca 2001 papież Jan Paweł II mianował go biskupem pomocniczym archidiecezji fryburskiej, ze stolicą tytularną Malliana. Sakry biskupiej udzielił mu arcybiskup Oskar Saier. W 2012 został proboszczem parafii katedralnej. Był także wikariuszem biskupim ds. Caritas.
19 lutego 2018 papież przyjął jego rezygnację z pełnionego urzędu.